# Schiffdorf
Schiffdorf è un comune di 14.029 abitanti della Bassa Sassonia, in Germania.
Appartiene al circondario (Landkreis) di Cuxhaven (targa CUX).